# Breathin
Albums de Ariana Grande
Dangerous Woman
(20 mai 2016) Thank U, Next
(8 février 2019)
Singles de Ariana Grande
God Is a Woman
(2018) Thank U, Next
(2018)
Pistes de Sweetener
everytime
(8)  no tears left to cry
(10)
Breathin (stylisé breathin) est une chanson de la chanteuse américaine Ariana Grande.
Le single sort en tant que troisième single du quatrième album studio d'Ariana Grande, Sweetener. La chanson est écrite par Ariana Grande, Savan Kotecha, Peter Svensson, ainsi que son producteur, Ilya Salmanzadeh.

## Enregistrement et publication
Breathin a été écrit par Ariana Grande, Savan Kotecha, Ilya Salmanzadeh et Peter Svensson, avec Ilya Salmanzadeh gérant la production.
Cette chanson de Ariana Grande a été enregistrée par Sam Holland et Noah Passovoy aux studios MXM à Los Angeles, en Californie, et aux studios Wolf Cousins à Stockholm, en Suède. Cory Bice et Jeremy Lertola ont apporté leur aide à l’ingénieur d’enregistrement. Serban Ghenea, assisté par John Hanes, a ensuite mixé la chanson aux studios MixStar de Virginia Beach, en Virginie. Randy Merrill a plus tard maîtrisé la chanson à Sterling Sound à New York.
La chanson avait été annoncée dans le clip de No Tears Left to Cry.

## Composition et paroles
Breathin est une chanson dance-pop qui dure trois minutes et dix-huit secondes. Ariana Grande interprète la chanson dans la tonalité de fa mineur et sa voix s'étend de F3 à F5. Lors de son apparition dans The Tonight Show with Jimmy Fallon, Grande a décrit la chanson :
« Breathin concerne la respiration... quand tu es anxieux. Il s'agit d'anxiété et de sentiment que vous ne pouvez pas... vous savez, quand vous ne pouvez pas reprendre votre souffle. C'est comme le pire sentiment au monde. C'est une chanson à propos de ce sentiment... J'avais beaucoup de [crises d'anxiété]. Nous étions dans le studio, nous écrivions et j'étais comme : Ugh ne peut pas respirer. Et ils ont dit : Nous allons écrire cette chanson. Et je me disais OK, je ne peux toujours pas respirer, mais nous allons l'écrire. »
- Ariana Grande, The Tonight Show avec Jimmy Fallon

## Réception critique
Jillian Mapes du magazine Pitchfork a déclaré que Ariana Grande a transformé « la mélancolie de Drake en méditation sur l'anxiété avec Breathin ».
Chris Willman, de Variety, a déclaré qu’elle « devenait personnelle au juste degré » avec cette chanson.
Brittany Spanos de Rolling Stone l'a qualifiée de « exploration exceptionnelle de l'anxiété ».
Taylor Weatherby de Billboard a déclaré que « Grande répond à l’anxiété qu’elle a éprouvée à la suite de l’attentat de Manchester Arena le 22 mai 2017 dans Breathin ».
Kate Soloman de The Independent a qualifié la chanson de « point culminant sur le plan émotionnel » et que c'est une « santé mentale supérieure à un bon rythme de pop solide ».

## Performance commerciale
En tant que single pour un album, Breathin est entré dans plusieurs charts à travers le monde lors de la sortie de Sweetener.
Aux États-Unis, la chanson est entrée dans le Billboard Hot 100 à la 22e place le 1er septembre 2018, devenant ainsi le quatorzième single d'Ariana Grande dans le Top 40. Ce single marque aussi le début élevé de l'entrée de neuf singles de l'album dans les charts.
L'album, quant à lui, est arrivé numéro 1 dans le Billboard 200 Chart lors de sa première semaine d'exploitation, devenant ainsi le troisième album d'Ariana Grande à atteindre cette place.
Le single a été vendu à 27 800 téléchargements numériques [non cités] au cours de la première semaine de l'album, ce qui lui a permis d'entrer dans le tableau US Digital Songs, à la 4e position. La semaine suivante, Breathin a décroché la 37e place du Hot 100. Alors que la chanson commençait à prendre de l’ampleur, Breathin entrait officiellement dans le tableau du 40e Billboard Mainstream, le 18 septembre 2018.
Dans le monde entier, Breathin a fait ses débuts au 8e rang des meilleures statistiques de la semaine sur les charts australiens ARIA et UK Singles, devenant son huitième top 10 dans les deux pays,. La chanson a fait ses débuts en se classant parmi les dix premiers singles des charts en République tchèque, en Irlande, en Hongrie, au Portugal, en Grèce et en Slovaquie, et a atteint les vingt premiers singles des charts en Autriche, au Canada, en Nouvelle-Zélande, en Norvège, en Écosse, en Suède et en Suisse.

## Performances live
Ariana Grande a interprété la chanson en concert lors des Sweetener Sessions à New York, Chicago et Los Angeles.

## Crédits
Les crédits sont tirés des notes du livret de l'album, Sweetener.

### Enregistrement et gestion
- Enregistré aux studios MXM (Los Angeles, Californie) et aux studios Wolf Cousins (Stockholm, Suède)
- Mixé à MixStar Studios (Virginia Beach, Virginie)
- Maîtrisé à Sterling Sound (New York, New York)
- Publié par Universal Music Group Corp. / Grand AriMusic (ASCAP), Wolf Cousins, Warner / Chappell Music Scandinavia (STIM) et MXM (ASCAP) - administré par Kobalt (ASCAP)

### Personnel
- Ariana Grande - écriture, chant
- Ilya Salmanzadeh - composition, production, chant, claviers, basse, batterie, guitare, programmation
- Savan Kotecha - écriture de la chanson
- Peter Svensson - écriture de la chanson
- Max Martin - claviers
- Sam Holland - enregistrement
- Noah Passovoy - enregistrement
- Cory Bice - aide ingénieur en enregistrement
- Jeremy Lertola - assistant ingénieur d'enregistrement
- Serban Ghenea - mixage
- John Hanes - aide au mixage
- Randy Merrill - mastering